# Hollós Melitta
Hollós Melitta, született Hölle Melitta Gizella (Budapest, 1910. április 29. – Budapest, 2002. július 17.) magyar színésznő.

## Életútja
Hölle Teofil József (1882–1915) pezsgőgyáros és Palm Ilona Franciska lánya. Színésznőként az Országos Magyar Színművészeti Akadémián 1931-ben végzett. Pályáját Alapi Nándor Országos Kamara Színházában kezdte. 1934-ben a Vígszínház, 1934-35-ben az Új Thália, 1936-tól a Bethlen téri Színház, 1938-tól 1941-ig a Hont Ferenc-féle Független Színpad tagja volt. 1942-43-ban a Vidám Színházban játszott. 1946-tól a Madách Színház művésze volt. 1951-től nyugdíjba vonulásáig, 1970-ig a Vidám Színpad színésznője volt. Számos filmben, és színházi műsorban szerepelt. 1989-ben szerepelt utoljára TV műsorban. 2001-ben megkapta a Színház- és Filmművészeti Egyetem rubin diplomáját pályafutása 70. évfordulója alkalmából.

## Társulatai
- 1932 – 1936: Alapi Nándor Országos Kamara Színház
- 1936 – 1938: Bethlen téri Színház
- 1938 – 1941: Független Színpad
- 1942 – 1943: Nagymező utcai Vidám Színpad
- 1946 – 1951: Madách Színház
- 1951 – 1970: Vidám Színpad

## Színházi szerepeiből
A Színházi adattárban regisztrált bemutatóinak száma: 55; ugyanitt hét színházi felvételen is látható.
- Fazekas Mihály-Móricz Zsigmond: Lúdas Matyi (Sirató asszony)
- George Bernard Shaw: Olyan szép, hogy nem is lehet igaz (Mrs. Mopply)
- Molnár Ferenc: A doktor úr (Marosiné)
- Csanak Béla-Kertész Imre: Csacsifogat (Majczikné)
- Hunyady Sándor: Lovagias ügy (Nagymama)
- Tabi László: Fel a kezekkel! (Miss Cynthia)
- Csizmarek Mátyás: Nem élünk kolostorban (Bogdánné)
- Bertolt Brecht-Dorothy Lane: Happy end (Miss Judy)
- Weöres Sándor: Szent György és a sárkány (Öregasszony)[6]

## Filmjei
- 1941: A beszélő köntös
- 1944: És a vakok látnak
- 1959: Játék a szerelemmel
- 1960: Fűre lépni szabad
- 1962: Házasságból elégséges
- 1963: Hattyúdal
- 1966: Othello Gyulaházán
- 1971: A fekete város
- 1973: És mégis mozog a föld
- 1976: Fekete gyémántok
- 1976: Robog az úthenger
- 1980: Bolondnagysága
- 1984: Te rongyos élet
- 1986: Az iskolamester (Zenés TV Színház)
- 1989: Az eszmélet